# Kanizsa ostroma (1664)

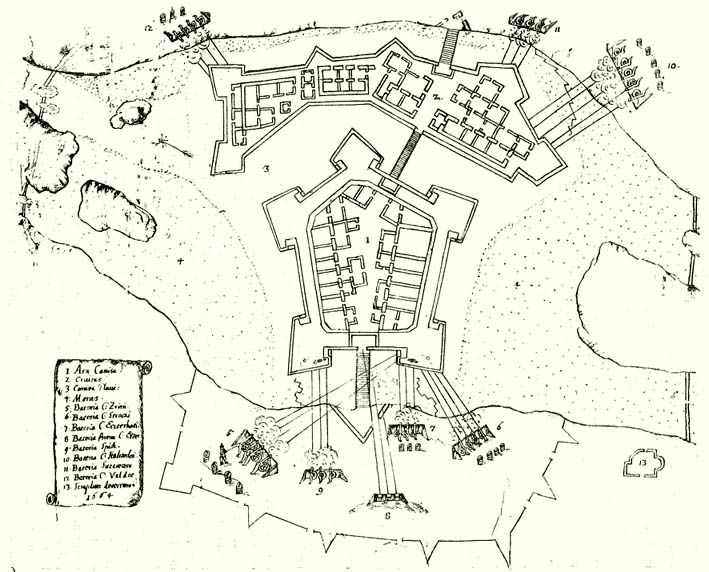
Kanizsa ostroma az ostromló csapatokkal,1664

Kanizsa ostroma 1664. április 21-étől május 30-áig tartott a Zala vármegyei Kanizsának (Nagykanizsa), amelyet Zrínyi Miklós horvát bán vezetett egyfelől. A késve kiadott engedély miatt a vár ostroma kudarcba fulladt.

## Előzmények
Kanizsa várát a török 1600-ban foglalta még el, ezzel a Dunántúlnak egy fontos végvára veszett oda. A törökök portyázásaikkal egész az osztrák határig nyomultak előre, egy-két alkalommal Stájerországba is benyomultak.
A költő Zrínyi Miklós 1660-ban körülzárta, mikor megtudta, hogy a törökök ostrom alá vették Erdélyben Váradot, de a bécsi udvar nem járult hozzá az ostromhoz. Az osztrákok állandóan kerülni akarták a törökkel a háborút, egyrészt mert nem akarták, hogy Ausztria közvetlen pusztításnak essen alá, másrészt sokkal veszélyesebbnek ítélték Franciaországot, amely észak-itáliai, rajnai és egyéb német területekre pályázott.
1661-ben Zrínyi egy holland hadmérnökkel a Mura mellett felépítette Zrínyiújvár várát, hogy hatékonyabbá tegye a Muraköz védelmét és elősegítse Kanizsa visszafoglalását. A vár lerombolását mind az osztrákok, mind a törökök követelték, mert útjában állt annak, hogy a török Velence ellen vonulhasson.
Zrínyi ellenállt minden követelésnek és 1663-ban kitört ennek okán az újabb török-Habsburg háború. De tulajdonképpen nem ennek tulajdonítható, hanem az udvar (rá jellemző) tétovaságának és passzivitásának, amelyre a törökök mindig gyanakodtak azt vélve, hogy csupán időt akar nyerni.
A birodalom újdonsült nagyvezíre az albán származású Köprülü Ahmed 1663-ban azzal a szándékkal tört be Magyarországra, hogy az egész királyságot a szultán uralma alá veti. Ezután megpróbálkozik a morva és sziléziai örökös tartományok meghódításával, amely hadjárat előkészíti Bécs ostromát, s remélhetőleg sikerül is bevenni, megvalósítani ezzel Nagy Szulejmán álmát.
A török had bevette Érsekújvárt (az ország állomásozó csekély létszámú katonaság nem tudott sokat a török ellen tenni), de a vár ostroma elhúzódott és Köprülü első kísérlete a Királyi Magyarország meghódítására nem sikerült.
A következő évben az osztrákok már megfelelő létszámú és jobb katonaságot készítettek elő, s Zrínyi is lendületes akcióba fogott. Segítséget kért és kapott a Rajnai Szövetségtől, akik egy több mint 7 ezer fős sereget küldtek, mely kiegészült a magyar és horvát csapatokkal. A következő év januárjában a Dráva mentén haladva több várat visszavettek és belefogtak Pécs ostromába. A várat ugyan nem tudták bevenni, de Zrínyi eközben elpusztította az eszéki tölgyfahidat. Ezzel elvágta a török utánpótlás vonalát és az összeköttetést, nemcsak Kanizsával, de a törökök által uralt Magyarországgal és Horvátországgal. Így már biztos háttér kínálkozott Kanizsa ostromához.

### Késve kiadott engedély
Zrínyi újabb segélyt kért a Nyugattól, amit az udvar nem nézett jó szemmel. Különösen a franciákra tekintett féltékenyen, akiket a Rajnai Szövetség is támogatott. Az egész háború ideje alatt tárgyalásokat folytatott a békéről a szultánnal, s a végén nagyon szégyenletes módon zárta le a háborút.
Mivel még mindig hideg volt, ezért nem állíthatott a török nagyobb számú haderőt ki, s a dél-dunántúli vidék el volt pusztítva, nem lévén ezáltal utánpótlása a környék várainak. Tehát Zrínyi szerint mihamarabb meg kellett volna kezdeni Kanizsa ostromát. Amennyiben beveszik, azzal ellensúlyozhatnák az Érsekújvár elvesztéséből adódó problémát.
Raimondo Montecuccoli, akit Zrínyi mellett főparancsnokká neveztek ki, azt szerette volna, ha Esztergom ellen vonulnának, de a bán a Kanizsa elleni akcióhoz ragaszkodott, mert az Horvátország, Stájerország, Karintia, Magyarország és hosszabb távon Velence kulcsa. Bécsben viszont csak március 18-án adták ki az engedélyt, amely Zrínyi szerint már megkésett.

## Az ostrom
Az engedély megadása ellenére az ostromot még legalább három hétig halasztották. Zrínyinek nem volt megfelelő létszámú serege és rajnai szövetségi, valamint az egyéb német csapatok is késlekedtek. Sőt még ostromágyúik sem voltak.

### Az ostromló sereg
Végül megérkeztek a várt csapatok. Peter Strozzi császári generális az osztrák és a bajor, gróf Wolfgang von Hohenlohe a rajnai csapatokat vezette, addig Zrínyi több mint hétezer fős horvát-magyar sereg élén állt. Ostromágyút továbbra sem sikerült szerezniük, s ami rendelkezésre állt, azok is nagyon rossz állapotban voltak, nem bizonyultak alkalmasnak a vár vívásához, ezért Zrínyi rajtaütéssel kívánta elfoglalni a várat.

### Elkésett támadások
Április 7-én von Hohenlohéval Zrínyi körbejárta az erősséget és világosan kitűnt, hogy rajtaütéssel nem lehet célt érni. A vár meg volt erősítve és őrsége eléggé ébernek bizonyult.
További két hetet vártak, mire a hadvezetés döntött: Hohenlohe nyugatról, addig Strozzi és Zrínyi keletről közelítik meg a várat. Zrínyi eredetileg az remélte, hogy még április 27-én, vagy 28-án beveheti Kanizsát. A vár ráadásul előnyös földrajzi fekvésben állt, sok volt a mocsár és az ingovány, így megközelítése is nehézkes volt.
A várat védő török katonaság kitartott, s kitöréseikkel zavarta ellenséget. Azonban kilátásaik nekik is borúsak voltak, fogytán volt az élelmük és a hadianyaguk is, így remény látszott arra, hogy talán mégis beveheti a keresztény sereg a várat.
Április 27-én a várnak erősítést és ellátmányt vivő hatezer fős török seregre Zrínyi és von Hohenlohe rajtaütött, ezer embert megölt, a zsákmányul ejtett lőszert és élelmiszert Zrínyiújvárba vitték.
Május 16-án este és 17-re virradóra egy csapat hajdú rajtaütött a váron és sok törököt lekaszabolt, valamint két zászlót zsákmányolt. Ekkora döntő rohamot terveztek, de ennek gátat szabott, hogy Strozzi megsebesült, és sem ő, sem von Hohenlohe nem akarták kockára tenni csapataikat. Zrínyi és von Hohenlohe között ráadásul nem volt mindig felhőtlen a viszony, elég sokszor összekülönböztek.
Mialatt a táborban a tanácskozás folyt Eszéknél Köprülü Ahmed nagyvezír egy félszázezer fős sereg élén átkelt a Dráván május 14-én. A folyón új hajóhidat csináltatott és elindult Kanizsára, hogy az ostromlókat elűzhesse. Több mint két hét múlva híre jött ennek Zrínyihez. Mivel a törökök egyelőre még csak 20 ezer embert küldtek át a másik partra és Pécs, valamint Szigetvár alatt további csapatok érkezését várták, ezért a bán javaslatot tett arra, hogy most támadják meg őket, és akkor külön-külön megverhetik a nagyvezír erőit. A tervet a német parancsnokok túl merésznek találták, és úgy vélték, az ostrom elveszett, tanácsosabb lenne visszavonulni. Zrínyi tiltakozott ez ellen, de a hadvezetés döntött. Strozzi bár korábban szavát adta, de most inkább ki kívánt vonulni az osztrák-bajor sereggel. A vezérek hivatkoztak arra is, hogy csapataikat nagyon megviselte az ostrom, és von Hohenlohe is lebetegedett. Zrínyi portyázásokkal szétvert a nagyvezírhez igyekvő török csapatokat, és összevonta Berzence, Babócsa és Segesd őrségeit, de nem tudta rábírni vezértársait, hogy gondolják meg magukat. Strozzi eltávozott, követte őt több magyar úr, mint a győri püspök, Nádasdy Ferenc és Esterházy Pál is. Zrínyi és von Hohenlohe június elején távoztak.

## A kudarc hatásai
Kanizsa sikertelen ostroma miatt leváltották Zrínyit a főparancsnoki tisztségéből (1664 elején még őt és Raimondo Montecuccolit nevezték ki). A kudarcért az udvar tétovaságával és Montecuccoli a féltékenységével a felelős, aki irigykedve figyelte Zrínyi Eszéknél aratott sikereit.
Veszélybe jutott Stájerország, amelynek csapatait Magyaróvárra rendelték. A válságos helyzetben északról erőket kellett lecsoportosítani, főleg a nagyvezír egyre növekvő serege miatt. A délen maradt hadaknak addig ki kellett tartaniuk és Zrínyiújvárnak az udvar azt a szerepet szánta, hogy tartson ki a végsőkig. Egyáltalán nem állt szándékában az osztrákoknak felmenteni.
Köprülü a várat vette célba. A Muraközben állomásoztak csapatok, de ezek még önmagukban nem lettek volna elegendőek akár a vár védelmére, vagy felmentésére. Még akkor sem, amikor Montecuccoli is megérkezett. A haderő éhezett, gyenge volt és sorai eléggé rendezetlenek voltak. A káosz-szerű állapotot Montecuccoli nem bírta felszámolni, így nem tudott felmentős támadást tenni.
Zrínyiújvár elesett és Zrínyi távozott a frontról, Bécsbe. Montecuccoli egészen Vas vármegyéig hátrált, s úgy döntött, hogy döntő ütközetet vállal ott a nagyvezír több ötszörös túlerőben levő hadaival. Szentgotthárdnál nyílt csatában legyőzte Köprülüt, de az udvar megkötötte a szégyenletes vasvári békét, amellyel Zrínyit végleg maga ellen fordította.

## Külső hivatkozások
- Szilágyi: A Magyar Nemzet Története - V. fejezet - Az 1664-iki hadjárat
- Perjés Géza: A szentgotthárdi csata 1964, Szentgotthárd, helytörténeti, művelődéstörténeti, helyismereti tanulmányok, Szombathely 1981. ISBN 963-03-1192-5
- Magyarország hadtörténete, Zrínyi katonai kiadó, Budapest 1985. szerk.: Liptai Ervin ISBN 9633263379
- Magyarország története, 1526-1686, 2. kötet, Akadémia Kiadó, Budapest 1985. Főszerk.: Pach Zsigmond, Szerk.: R. Várkonyi Ágnes ISBN 963 05 09296